# Лютка ясно-зелена
Лютка ясно-зелена (Lestes virens) — вид бабок родини люток (Lestidae).

## Поширення
Вид досить поширений в Європі (крім Великої Британії та Північної Європи), Північній Африці, Західній і Центральній Азії. Присутній у фауні України.

## Опис
Тіло завдовжки від 30 до 39 мм, розмах крил до 32 мм. Тіло зеленувато-бронзове. Птеростигма одноколірна, коротка (дорівнює приблизно двом розташованим під нею ланкам крила). Бабки з тонким подовженим тілом, металево блискучі. У спокої тримають крила відкритими. Маска у личинок ложкоподібна. 

## Спосіб життя
Імаго літають з серпня по жовтень. Личинки і дорослі бабки хижаки. Пов'язані зі стоячими і болотистими водоймами з густою водною рослинністю і поясом очеретів.